# Subpterynotus tatei
Subpterynotus tatei is een slakkensoort uit de familie van de Muricidae. De wetenschappelijke naam van de soort is voor het eerst geldig gepubliceerd in 1895 door Verco.